# District de Tharparkar
Le district de Tharparkar (en ourdou : ضِلع تھرپارکر) est une subdivision administrative de la province du Sind au Pakistan. Constitué autour de sa capitale Mithi, le district est entouré par le district d'Umerkot au nord, l'Inde à l'est et au sud et les districts de Badin et de Mirpur Khas à l'ouest.
Créé en 1990, le district est le plus vaste de la province et compte près de 1,8 million d'habitants en 2023. Près de la moitié d'entre-eux sont hindous, soit la deuxième plus importante proportion au sein du Pakistan et la plus nombreuse communauté. Comptant une large frontière avec l'Inde, le district est isolé et pauvre. La population vit surtout de l'agriculture. C'est un fief politique du Parti du peuple pakistanais.

## Histoire

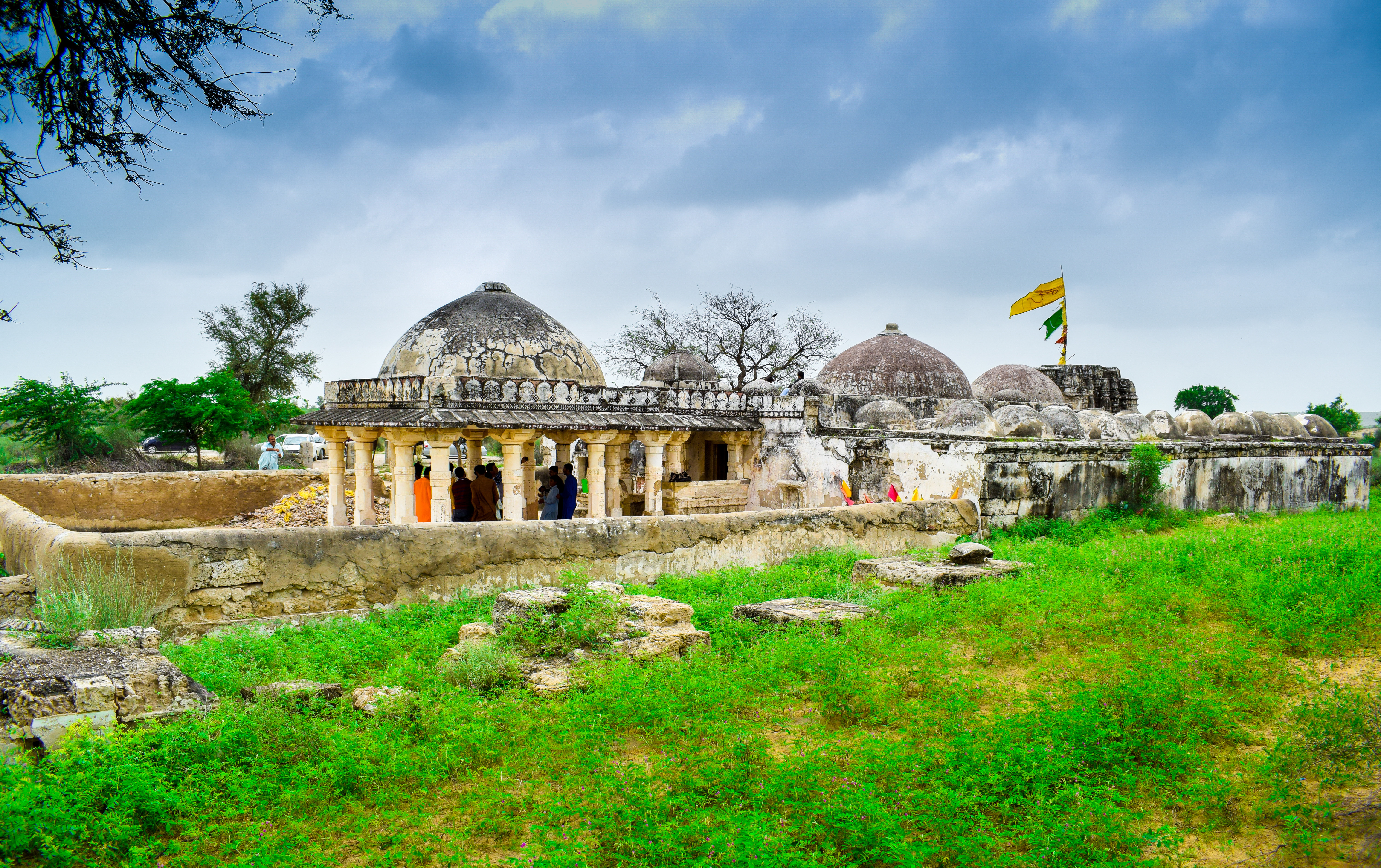
Vestiges du temple Gori, affilié au jaïnisme.

La région de Tharparkar a été sous la domination de diverses puissances au cours de l'histoire, notamment le Sultanat de Delhi puis l'Empire moghol, avant d'être est intégrée au Raj britannique en 1858.
Avant la création du Pakistan en 1947, la population de la zone était majoritairement hindoue. Au cours de la partition des Indes, elle se retrouve dans la nouvelle nation musulmane et les violences communautaires conduisent de nombreux hindous à l'exil. Dans le même temps, de nombreux musulmans venus d'Inde se voient attribuer des terres dans la région. Malgré tout, le district compte toujours une importante minorité hindoue.
Le district est créé en 1990 alors qu'il était auparavant intégré au sein du district de Mirpur Khas.

## Démographie
Lors du recensement de 1998, la population du district a été évaluée à 914 291 personnes, dont seuls 4 % d'urbains. Le recensement suivant mené en 2017 pointe une population de 1 649 661 habitants, soit une croissance annuelle de 3,2 %, nettement supérieure aux moyennes nationale et provinciale de 2,4 %. Le taux d'urbanisation double pour s'établir à 8 %.
Selon le recensement de 2023, la population atteint 1 778 407 habitants, avec une urbanisation stable. Elle est essentiellement d'ethnie sindie, puisque près de 99,4 % de la population parle le sindhi.
Le district comporte une très forte minorité hindouiste, qui comptait pour près de 40 % de la population en 1998, et atteint presque 46 % selon le recensement de 2023. Avec presque 900 000 fidèles, c'est la plus importante communauté hindouiste du pays et le deuxième plus fort taux de non-musulmans des districts pakistanais, après le district d'Umerkot. Les musulmans sont presque 54 % de la population, tandis qu'on compte une petite minorité chrétienne de 1 610 fidèles.

## Administration

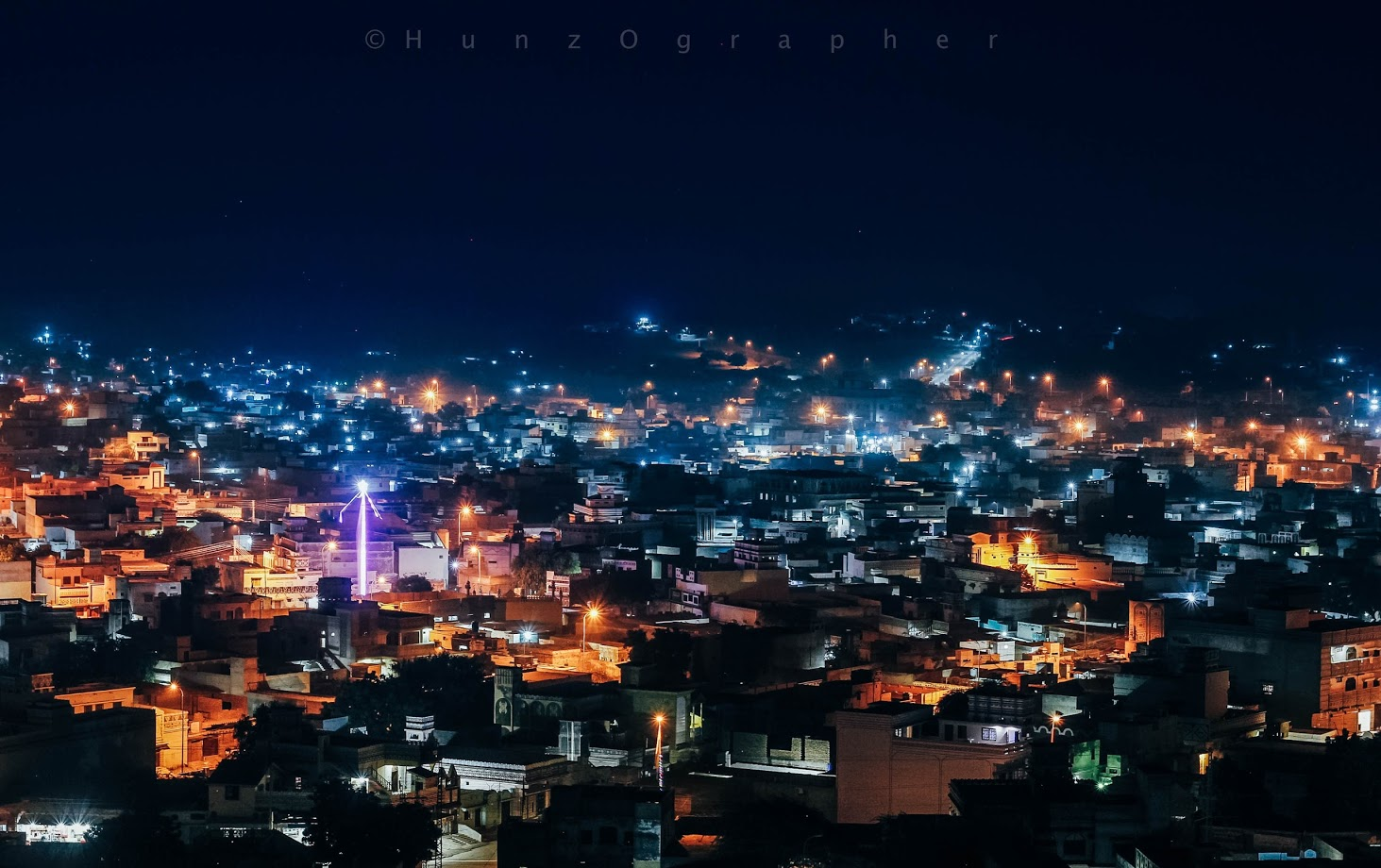
La capitale Mithi vue de nuit.

Le district est divisé en sept tehsils ainsi que 64 Union Councils.
| Tehsil       | Population (rec. 2023) |
| ------------ | ---------------------- |
| Chachro      | 371 769                |
| Dahli        | 326 034                |
| Diplo        | 163 119                |
| Islamkot     | 265 643                |
| Kaloi        | 129 677                |
| Mithi        | 239 091                |
| Nagar Parkar | 283 074                |

Le district compte sept villes en 2023, dont la plus importante est la capitale Mithi. Parmi les autres villes plus petites du district, on trouve également Kaantyo et Kaloi ou encore le village frontalier de Khokhrapar.
| Ville        | Population (rec. 2023) |
| ------------ | ---------------------- |
| Mithi        | 52 376                 |
| Chachro      | 25 309                 |
| Islamkot     | 19 064                 |
| Diplo        | 13 257                 |
| Chelhar      | 12 489                 |
| Nagar Parkar | 12 239                 |
| Kheme-Jo-Par | 9 671                  |

## Économie et éducation

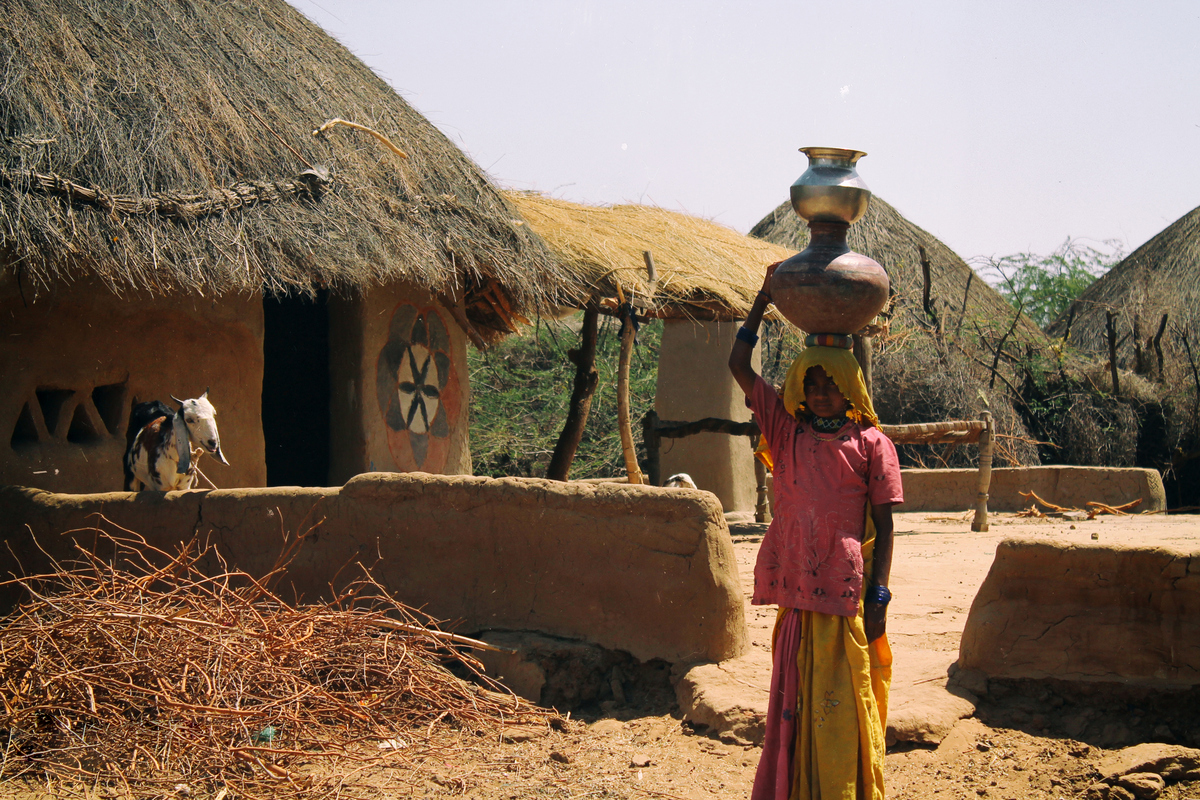
Une fille dans un village du district.

Le district de Tharparkar est l'un des plus pauvres et moins développés du Pakistan. Il est en effet excentré des grands centres et axes de communication, en plus d'être partiellement enclavé du fait de sa large frontière fermée avec l'Inde. Le climat semi-aride rend la population dépendante de la mousson pour l'agricultrice. Une large majorité de la population vit de la culture de la canne à sucre, divers fruits et légumes ou surtout de l'élevage de troupeaux de bêtes.
En 1998, le taux d'alphabétisation était de 18 % environ, soit bien moins que les moyennes nationale et provinciale de 44 % et 45 % respectivement. Il se situait à 28 % pour les hommes et 7 % pour les femmes, soit un différentiel de 21 points, semblable aux 20 points de la province. En 2023, ce taux monte à 36 %, bien moins que la moyenne provinciale de 57 %, et se situe à 49 % pour les hommes et 23 % pour les femmes.
Selon un classement national de la qualité de l'éducation, le district se trouve parmi les pires du pays, avec une note de 30 sur 100 et une égalité entre filles et garçons de 64 %. Il est classé 128e sur 155 districts au niveau de la qualité des infrastructures scolaires.

## Politique
Entre 2002 et 2018, le district est représenté par les quatre circonscriptions no 60 à 63 à l'Assemblée provinciale du Sind. Lors des élections législatives de 2008, elles sont remportées par trois candidats de la Ligue musulmane du Pakistan (Q) et un du Parti du peuple pakistanais, et durant les élections législatives de 2013, par trois candidats du Parti du peuple pakistanais et un de la Ligue musulmane du Pakistan (N). À l'Assemblée nationale, il est représenté par les deux circonscriptions no 229 et 230. Lors des élections législatives de 2008, elles ont été toutes deux remportées par des candidats de la Ligue musulmane du Pakistan (Q), et durant les élections législatives de 2013, elles ont été toutes deux remportées par des candidats du Parti du peuple pakistanais.
À la suite de la réforme électorale de 2018, le district est représenté par les deux circonscriptions no 221 et 222 à l'Assemblée nationale ainsi que les quatre circonscriptions no 54 à 57 de l'Assemblée provinciale. Lors des élections législatives de 2018, cinq sont remportées par des candidats du Parti du peuple pakistanais et une par la Grande alliance démocratique. Parmi eux, on trouve Mahesh Kumar Malani, le premier hindou élu directement par le peuple. Il a d'abord été en 2013 le premier hindou élu sur un siège provincial puis en 2018 le premier sur un siège national.
| Parti                                        | Voix (national) | %       | Élus nationaux | Élus provinciaux |
| -------------------------------------------- | --------------- | ------- | -------------- | ---------------- |
| Parti du peuple pakistanais                  | 189 103         | 49,31 % | 2              | 3                |
| Grande alliance démocratique                 | 89 290          | 23,28 % | 0              | 1                |
| Mouvement du Pakistan pour la justice        | 72 884          | 19,00 % | 0              | 0                |
| Autres partis                                | 6 197           | 1,62 %  | 0              | 0                |
| Indépendants                                 | 26 049          | 6,79 %  | 0              | 0                |
| Total exprimés (participation : 66,78 %)     | 383 523         | 100 %   | 2              | 4                |
| Source : Commission électorale du Pakistan,. |                 |         |                |                  |